# Semabung Lama
Semabung Lama is een bestuurslaag in het regentschap Pangkal Pinang van de provincie Bangka-Belitung, Indonesië. Semabung Lama telt 7182 inwoners (volkstelling 2010).